# آلکلئا
آلکلئا دهستانی در استان آلمریای اسپانیا است.
در این دهستان ۹۲۳ نفر زندگی می‌کنند. مساحت این دهستان ۶۷٫۶۰ کیلومتر مربع است.